# Динтесхайм
Динтесхайм (нем. Dintesheim) — община в Германии, в земле Рейнланд-Пфальц. 
Входит в состав района Альцай-Вормс. Подчиняется управлению Альцай-Ланд.  Население составляет 152 человека (на 31 декабря 2010 года). Занимает площадь 1,96 км².